# 新疆生产建设兵团第九师一六五团
新疆生产建设兵团第九师一六五团是中华人民共和国新疆生产建设兵团第九师下辖的一个团，与新疆维吾尔自治区白杨市锦绣镇实行“团镇合一”的管理体制。

## 行政区划
新疆生产建设兵团第九师一六五团下辖以下单位：
团部、一连、二连、三连、四连、五连、六连、七连和八连。